# Hymie Weiss
Earl „Hymie” Weiss (Henryk Wojciechowski; ur. 25 stycznia 1898 w Sieradzu, zm. 11 października 1926 w Chicago) – amerykański gangster pochodzenia polskiego z czasów prohibicji.
Earl Wojciechowski wychowywał się na północy Chicago, w dzielnicy zamieszkiwanej przez Irlandczyków. Tam poznał Diona O’Baniona, z którym dokonał pierwszych włamań, kradzieży i licznych rozbojów. Razem uczestniczyli w „papierowej wojnie”, w wyniku której zostali głównymi dostawcami i sprzedawcami gazety codziennej.
Wojciechowski i O’Banion stworzyli gang nazywany Northsiders. W czasie prohibicji, początkowo współdziałali z grupą przestępczą kierowaną przez Ala Capone i Johnny’ego Torrio. Po roku 1921 obie grupy – włoska z południa miasta oraz irlandzka z północy, stały się rywalami.
W 1921 r. gangster o nazwisku Stephen Wiśniewski okradł ciężarówkę należącą do gangu O’Baniona. Wojciechowski zabił Wiśniewskiego nad jeziorem Michigan. W listopadzie 1924 roku, po zamordowaniu Diona O’Baniona przez grupę Capone i Torrio, Wojciechowski został szefem Northsiders. Wojciechowski pragnął zemścić się za śmierć przyjaciela i 12 stycznia 1925 r. zorganizował zamach na życie Capone. Wojciechowski wraz z Vincentem Druccim i George’em „Bugsem” Moranem śledzili Capone limuzyną. Obok restauracji na 55 ulicy ostrzelali samochód 26 strzałami. Trafiony został szofer oraz ucierpiała cała ochrona Capone, ale on sam wyszedł z ostrzału bez szwanku. W podobny sposób i z podobnym skutkiem przeprowadzono zamach na Torrio. W zamachu zginął jedynie jego szofer, a on sam został ranny.
24 stycznia 1925 roku Wojciechowski zorganizował drugi zamach na Torrio. Wraz z George’em „Bugsem” Moranem zaatakował go pod jego domem. I tym razem Torrio wyszedł z zamachu jedynie ranny. Przed śmiercią uratował go wóz wywożący brudną bieliznę, który spłoszył zamachowców. Dwa tygodnie później Torrio odszedł z gangu na emeryturę.
20 września 1926 roku Wojciechowski przeprowadził drugi zamach na Capone. Wdarł się do lokalu Hawthorne Inn, kwatery głównej Ala Capone w Cicero w stanie Illinois. Pomimo użycia broni maszynowej w barze nikt nie zginął, jedynie kilka osób zostało rannych. Ala Capone uratował ochroniarz Frank Rio.
Trzy tygodnie później Wojciechowski został zabity, najprawdopodobniej przez gang Capone. Zamachowcy zasadzili się na Wojciechowskiego na drugim piętrze należącego niegdyś do Diona O’Baniona starego magazynu kwiatów, naprzeciwko jego głównego biura. Trzej nieznani sprawcy otworzyli ogień w stronę Wojciechowskiego. W szpitalu stwierdzono 10 kul w jego ciele. W chwili śmierci miał 28 lat.

## Życie prywatne
Hymie Weiss urodził się w rodzinie Wojciechowskich. Jego rodzice, Walenty S. Wojciechowski i Mary Bruszkiewicz, wyemigrowali do Stanów Zjednoczonych i po przybyciu do nowego kraju przybrali nazwiska – William i Mary Weiss. Prócz Earla mieli również czworo innych dzieci, Bernarda, Fredericka, Josepha i Violette.
Earl Weiss pseudonim „Hymie” otrzymał prawdopodobnie od dziennikarzy, którzy błędnie sądzili, iż Weiss był pochodzenia żydowskiego („Hymie” w slangu amerykańskim znaczy „Żyd”). Weiss nigdy się nie ożenił. Był związany z poznaną w Montrealu, w Kanadzie, Josephine Simard.